# 999 (응급 전화번호)
999는 일부 국가에서 구급 · 소방 또는 경찰에 할당된 응급 전화번호이다. 가나, 마카오, 말레이시아, 모리셔스, 바레인, 방글라데시, 보츠와나, 사우디아라비아, 에스와티니, 싱가포르, 아랍 에미리트, 아일랜드, 영국, 짐바브웨 케냐, 콰타르, 트리니다드 토바고, 폴란드, 홍콩에서 사용한다.

## 같이 보기
- 000
- 111 (응급 전화번호)
- 112 (응급 전화번호)
- 119 (응급 전화번호)
- 응급 전화번호